# Kuala Lumpur City FC
El Kuala Lumpur City FC anteriormente Kuala Lumpur FA es un equipo de fútbol de Malasia que juega en la Superliga de Malasia, la liga de fútbol más importante del país.

## Historia
Fue fundado en el año 1974 en la ciudad de Kuala Lumpur con el nombre Federal Territory Football Association, ingresó a los torneos de fútbol de Malasia en 1979 y en 1986 cambiaron el nombre por el que llevan actualmente. fue el equipo más exitoso de Malasia durante la década de 1980, donde ganaron la mayoría de sus títulos y posee una dura rivalidad local con el Selangor FA en el llamado Derby del Valle de Klang. Posee otra rivalidad con el Felda United FC.
Ha sido campeón de la Superliga en 2 ocasiones con 3 subcampeonatos, 3 Copas en 5 finales jugadas, 3 copas Charity en 7 finales y 3 copas FA en 4 finales.
A nivel internacional ha participado en 3 torneos continentales, donde su mejor participación ha sido en la Copa de Clubes de Asia de 1988 y de 1990, donde fue eliminado en las Semifinales.
Descendió de la Superliga en la temporada 2012, donde quedó en la posición 14 entre 16 equipos (descienden los últimos 3 lugares).

## Palmarés
- Superliga de Malasia (2): 1986, 1988
- Liga Premier de Malasia (1): 2017
- Copa de Malasia (4): 1987, 1988, 1989, 2021
- Copa FA Malasia (3): 1993, 1994, 1999
- Malasia Charity Shield (3): 1988, 1995, 2000

## Participación en competiciones de la AFC
| Temporada | Torneo                  | Ronda                    | Club                    | Ida               | Vuelta            | Global            |
| --------- | ----------------------- | ------------------------ | ----------------------- | ----------------- | ----------------- | ----------------- |
| 1987      | Asian Club Championship | Clasificatoria (Grupo 6) | Tiong Bahru             | 0–0               | 0–0               | 1° lugar          |
| 1987      | Asian Club Championship | Clasificatoria (Grupo 6) | Kota Ranger             | 8–1               | 8–1               | 1° lugar          |
| 1987      | Asian Club Championship | Clasificatoria (Grupo 6) | Tiga Berlian            | 2–0               | 2–0               | 1° lugar          |
| 1987      | Asian Club Championship | Semifinales (Grupo B)    | August 1                | 1–1               | 1–1               | 2° lugar          |
| 1987      | Asian Club Championship | Semifinales (Grupo B)    | Yomiuri FC              | 1–0               | 1–0               | 2° lugar          |
| 1987      | Asian Club Championship | Semifinales (Grupo B)    | Kazma SC                | 1–1               | 1–1               | 2° lugar          |
| 1989–90   | Asian Club Championship | Clasificatoria (Grupo 5) | Philippine Air Force    | 6–0               | 6–0               | 1° lugar          |
| 1989–90   | Asian Club Championship | Clasificatoria (Grupo 5) | Muara Stars             | 7–1               | 7–1               | 1° lugar          |
| 1989–90   | Asian Club Championship | Clasificatoria (Grupo 5) | Pelita Jaya             | 2–1               | 2–1               | 1° lugar          |
| 1989–90   | Asian Club Championship | Clasificatoria (Grupo 5) | Geylang International   | 4–2               | 4–2               | 1° lugar          |
| 1989–90   | Asian Club Championship | Semifinales (Grupo A)    | Nissan Yokohama         | 1–2               | 1–2               | 2nd               |
| 1989–90   | Asian Club Championship | Semifinales (Grupo A)    | Fanja                   | 2–0               | 2–0               | 2nd               |
| 1994–95   | Asian Cup Winners' Cup  | 1                        | ABDB                    | 5–1               | 2–0               | 7–1               |
| 1994–95   | Asian Cup Winners' Cup  | 2                        | Gelora Dewata           | 2–1               | 0–2               | w/o               |
| 1994–95   | Asian Cup Winners' Cup  | Cuartos de final         | Telephone Org. Thailand | 1–2               | 2–3 aet           | 3–5               |
| 2022      | AFC Cup                 | Grupo H                  | PSM Makassar            | 0–0               | 0–0               | 2° lugar          |
| 2022      | AFC Cup                 | Grupo H                  | Tampines Rovers         | 2–1               | 2–1               | 2° lugar          |
| 2022      | AFC Cup                 | Semifinal ASEAN          | Viettel                 | 0–0 (aet) (6–5 p) | 0–0 (aet) (6–5 p) | 0–0 (aet) (6–5 p) |
| 2022      | AFC Cup                 | Final ASEAN              | PSM Makassar            | 5–2               | 5–2               | 5–2               |
| 2022      | AFC Cup                 | Playoff Inter-zonal      | ATK Mohun Bagan         | 3–1               | 3–1               | 3–1               |
| 2022      | AFC Cup                 | Final Inter-zonal        | Sogdiana Jizzakh        |                   |                   |                   |

1. ↑  Gelora Dewata fue descalificado por alinear a dos jugadores inelegibles.

## Jugadores destacados
- Azman Adnan
- Khalid Ali
- Mat Zan Mat Aris
- Ramlan Askolani
- Azmin Azram Abdul Aziz
- Subadron Aziz
- Meor Nor Syamsul Kamal Meor Azizi
- Azrul Amri Burhan
- Yap Kam Choon
- Mohd Farid Dewan
- Abdul Rashid Hassan
- Chen Wooi Haw
- Mohd Nor Ismail
- Mohd Razip Ismail
- Mohd Zaid Jamil
- Raja Azlan Shah Raja So'ib
- Lim Teong Kim
- Yap Wai Loon
- Shahrin Majid
- Abdul Ghani Malik
- K.Gunalan
- T. Gopinath Naidu
- Saidin Osman
- M. Pavalamani
- S. Paidiya Rau
- Jamsari Sabian
- Mohd Safee Mohd Sali
- See Kim Seng
- Tang Siew Seng
- Ho Hon Seong
- Serbegeth Singh
- Roslisham Mohd Nor
- Tan Cheng Hoe
- Selver Sunder
- Liew Kim Tu
- Chow Siew Yai
- Mohd Nizaruddin Yusof
- Ahmad Fairuz Yunus
- Mohd Ivan Yusoff
- Saiful Amar Sudar
- Reeshafiq Alwi
- Fahrul Razi Kamaruddin
- Abdul Hadi Yahya
- Azidan Sarudin
- Azrine Effendy Sa'duddin
- Norazlan Razali
- Fahrul Razi Kamaruddin
- Muhd Shahrom Abdul Kalam
- Ahmad Azlan Zainal
- See Kok Luen
- Yong Kuong Yong
- Hector Federico Carballo (2005)
- Juan Marcelo Cirelli (2008)
- Norberto Dario Decoud (1997)
- Emerson Mariano Panigutti (2003)
- Carlos Augusto Quiñonez (2005–06)
- Vasilios Kalogeracos (1995)
- Tommy Maras (1995)
- Dean Milner (1995)
- Scott O'Donell (1994)
- Michael Roki (1994)
- Adilson Roque (1996–98)
- Luis Rodrigo Vieira (2004), (2006)
- Marcelo Padilha da Rocha (2004), (2006)
- Rafael Rodrigues (2004)
- Atanas Dimitrov Pashev (1993)
- Kamsi Joel (2005)
- Emile Mbouh Mbouh (1997)
- Steven Paul Stott (1996)
- Impraim Godfred Attah (2008)
- Cofie Bekoe (2008)
- Kevin Lamey (2007)
- Neil Warren Jones (2005–06)
- Onyema Ikechukwu (2002)
- Abu Bakar Ballarade Mallam (1998)
- Adebisi Ogunsanya (1997–98)
- Facundo Martin Arguello (2006)
- Hugo Daniel Lucena (2007)
- Jorge Armando Rodríguez Arguello (2006–07)
- Chris Dawson (2002)
- Fandi Ahmad (1986–90)
- Abdul Malek Awab (1987–90)
- K. Kannan (1985–87), (1989–91)
- George Lee (1982–84)
- Martin Filipak (2003)
- Lubomir Horochonic (2003)
- Viktor Makarov (1993)
- Anto Grabo (1992)
- Miladin Kuc (1991)
- Seslija Milomir (1992)
- Zoran Nikolic (1991–94)